# Chrysococcyx
Genre
Chrysococcyx est un genre d'oiseaux de la famille des Cuculidae comprenant six espèces vivant en Afrique subsaharienne, en Asie du Sud et Asie du Sud-Est, en Mélanésie et en Australie.

## Liste des espèces
D'après la classification de référence (version 15.1, 2025) du Congrès ornithologique international (ordre phylogénique) :
- Chrysococcyx maculatus – Coucou émeraude
- Chrysococcyx xanthorhynchus – Coucou violet
- Chrysococcyx caprius – Coucou didric
- Chrysococcyx klaas – Coucou de Klaas
- Chrysococcyx flavigularis – Coucou à gorge jaune
- Chrysococcyx cupreus – Coucou foliotocol